# منلی، چشر
منلی (به انگلیسی: Manley) یک روستا و محله مدنی در بریتانیا است که در چشر غربی و چستر واقع شده‌است. منلی ۶۱۴ نفر جمعیت دارد.